# Tour de Limousin 2022
La 55.ª edición del Tour de Limousin (oficialmente: Tour du Limousin-Nouvelle Aquitaine) se celebró entre el 16 y el 19 de agosto de 2022 con inicio en la ciudad de Verneuil-sur-Vienne y final en la ciudad de Limoges en Francia. El recorrido constó de un total de 4 etapas sobre una distancia total de 717,6 kilómetros.
La carrera formó parte del UCI Europe Tour 2022, calendario ciclístico de los Circuitos Continentales UCI, dentro de la categoría 2.1, y fue ganada por el español Alex Aranburu del Movistar. Completaron el podio, como segundo y tercer clasificado respectivamente, el italiano Diego Ulissi del UAE Emirates y el belga Greg Van Avermaet del AG2R Citroën.

## Equipos participantes
Tomaron la partida un total de 20 equipos, de los cuales 7 son de categoría UCI WorldTeam, 9 UCI ProTeam y 4 Continental, quienes conformaron un pelotón de 138 ciclistas de los cuales terminaron 109. Los equipos participantes fueron:
| WorldTeams (7)- AG2R Citroën Team - Cofidis - Groupama-FDJ - Intermarché-Wanty-Gobert Matériaux - Lotto-Soudal - Movistar Team - UAE Team Emirates ProTeams (9)- Arkéa-Samsic - B&B Hotels-KTM - Bardiani CSF Faizanè - Bingoal Pauwels Sauces WB - Caja Rural-Seguros RGA - Drone Hopper-Androni Giocattoli - Eolo-Kometa - Equipo Kern Pharma - TotalEnergies Equipos continentales (4)- Go Sport-Roubaix Lille Métropole - Nice Métropole Côte d'Azur - Saint Michel-Auber 93 - Team U Nantes Atlantique |
| |

## Recorrido
El Tour de Limousin dispuso de cuatro etapas para un recorrido total de 717,6 kilómetros.
| Etapa     | Fecha     | Recorrido                            | type            | Distancia (km) | Ganador           | Líder         |
| --------- | --------- | ------------------------------------ | --------------- | -------------- | ----------------- | ------------- |
| 1.ª etapa | 16 de ago | Verneuil-sur-Vienne – La Souterraine | etapa escarpada | 176,4          | Julien Simon      | Julien Simon  |
| 2.ª etapa | 17 de ago | Champcevinel – Ribérac               | etapa escarpada | 184,7          | Alex Aranburu     | Alex Aranburu |
| 3.ª etapa | 18 de ago | Donzenac – Malemort                  | etapa escarpada | 181,7          | Diego Ulissi      | Alex Aranburu |
| 4.ª etapa | 19 de ago | Saint-Laurent-sur-Gorre – Limoges    | etapa escarpada | 174,8          | Vincenzo Albanese | Alex Aranburu |

## Desarrollo de la carrera

### 1.ª etapa
| Verneuil-sur-Vienne - La Souterraine | etapa escarpada | (176,4 km) |

| \| Clasificación de la etapa \| Clasificación de la etapa \| Clasificación de la etapa \| Clasificación de la etapa \| Clasificación de la etapa \| \| Ciclista \| Ciclista \| Equipo \| Tiempo \| \| \| ------------------------- \| ------------------------- \| ------------------------- \| ------------------------- \| ------------------------- \| \| 1.º \| Julien Simon \| TotalEnergies \| 3 h 59 min 42 s \| \| \| 2.º \| Matteo Trentin \| UAE Team Emirates \| + 0 s \| \| \| 3.º \| Alex Aranburu \| Movistar Team \| + 0 s \| \| \| 4.º \| Vincenzo Albanese \| Eolo-Kometa \| + 0 s \| \| \| 5.º \| Clément Venturini \| AG2R Citroën Team \| + 0 s \| \| |                   |                   |                 |
| |                   |                   |                 |
| |                   |                   |                 |
| Clasificación de la etapa |                   |                   |                 |
| Ciclista | Ciclista          | Equipo            | Tiempo          |
| 1.º | Julien Simon      | TotalEnergies     | 3 h 59 min 42 s |
| 2.º | Matteo Trentin    | UAE Team Emirates | + 0 s           |
| 3.º | Alex Aranburu     | Movistar Team     | + 0 s           |
| 4.º | Vincenzo Albanese | Eolo-Kometa       | + 0 s           |
| 5.º | Clément Venturini | AG2R Citroën Team | + 0 s           |

| \| Clasificación general \| Clasificación general \| Clasificación general \| Clasificación general \| Clasificación general \| \| Ciclista \| Ciclista \| Equipo \| Tiempo \| \| \| --------------------- \| --------------------- \| -------------------------------- \| --------------------- \| --------------------- \| \| 1.º \| Julien Simon \| TotalEnergies \| 3 h 59 min 32 s \| \| \| 2.º \| Matteo Trentin \| UAE Team Emirates \| + 1 s \| \| \| 3.º \| Alex Aranburu \| Movistar Team \| + 6 s \| \| \| 4.º \| Sandy Dujardin \| TotalEnergies \| + 6 s \| \| \| 5.º \| Clément Carisey \| Go Sport-Roubaix Lille Métropole \| + 7 s \| \| |                 |                                  |                 |
| |                 |                                  |                 |
| |                 |                                  |                 |
| Clasificación general |                 |                                  |                 |
| Ciclista | Ciclista        | Equipo                           | Tiempo          |
| 1.º | Julien Simon    | TotalEnergies                    | 3 h 59 min 32 s |
| 2.º | Matteo Trentin  | UAE Team Emirates                | + 1 s           |
| 3.º | Alex Aranburu   | Movistar Team                    | + 6 s           |
| 4.º | Sandy Dujardin  | TotalEnergies                    | + 6 s           |
| 5.º | Clément Carisey | Go Sport-Roubaix Lille Métropole | + 7 s           |

### 2.ª etapa
| Champcevinel - Ribérac | etapa escarpada | (184,7 km) |

| \| Clasificación de la etapa \| Clasificación de la etapa \| Clasificación de la etapa \| Clasificación de la etapa \| Clasificación de la etapa \| \| Ciclista \| Ciclista \| Equipo \| Tiempo \| \| \| ------------------------- \| ------------------------- \| ------------------------------- \| ------------------------- \| ------------------------- \| \| 1.º \| Alex Aranburu \| Movistar Team \| 4 h 29 min 07 s \| \| \| 2.º \| Eduard-Michael Grosu \| Drone Hopper-Androni Giocattoli \| + 0 s \| \| \| 3.º \| Clément Venturini \| AG2R Citroën Team \| + 0 s \| \| \| 4.º \| Matteo Trentin \| UAE Team Emirates \| + 0 s \| \| \| 5.º \| Iván García Cortina \| Movistar Team \| + 0 s \| \| |                      |                                 |                 |
| |                      |                                 |                 |
| |                      |                                 |                 |
| Clasificación de la etapa |                      |                                 |                 |
| Ciclista | Ciclista             | Equipo                          | Tiempo          |
| 1.º | Alex Aranburu        | Movistar Team                   | 4 h 29 min 07 s |
| 2.º | Eduard-Michael Grosu | Drone Hopper-Androni Giocattoli | + 0 s           |
| 3.º | Clément Venturini    | AG2R Citroën Team               | + 0 s           |
| 4.º | Matteo Trentin       | UAE Team Emirates               | + 0 s           |
| 5.º | Iván García Cortina  | Movistar Team                   | + 0 s           |

| \| Clasificación general \| Clasificación general \| Clasificación general \| Clasificación general \| Clasificación general \| \| Ciclista \| Ciclista \| Equipo \| Tiempo \| \| \| --------------------- \| --------------------- \| ------------------------------- \| --------------------- \| --------------------- \| \| 1.º \| Alex Aranburu \| Movistar Team \| 8 h 28 min 35 s \| \| \| 2.º \| Julien Simon \| TotalEnergies \| + 4 s \| \| \| 3.º \| Matteo Trentin \| UAE Team Emirates \| + 5 s \| \| \| 4.º \| Maël Guégan \| Team U Nantes Atlantique \| + 5 s \| \| \| 5.º \| Eduard-Michael Grosu \| Drone Hopper-Androni Giocattoli \| + 8 s \| \| |                      |                                 |                 |
| |                      |                                 |                 |
| |                      |                                 |                 |
| Clasificación general |                      |                                 |                 |
| Ciclista | Ciclista             | Equipo                          | Tiempo          |
| 1.º | Alex Aranburu        | Movistar Team                   | 8 h 28 min 35 s |
| 2.º | Julien Simon         | TotalEnergies                   | + 4 s           |
| 3.º | Matteo Trentin       | UAE Team Emirates               | + 5 s           |
| 4.º | Maël Guégan          | Team U Nantes Atlantique        | + 5 s           |
| 5.º | Eduard-Michael Grosu | Drone Hopper-Androni Giocattoli | + 8 s           |

### 3.ª etapa
| Donzenac - Malemort | etapa escarpada | (181,7 km) |

| \| Clasificación de la etapa \| Clasificación de la etapa \| Clasificación de la etapa \| Clasificación de la etapa \| Clasificación de la etapa \| \| Ciclista \| Ciclista \| Equipo \| Tiempo \| \| \| ------------------------- \| ------------------------- \| ------------------------- \| ------------------------- \| ------------------------- \| \| 1.º \| Diego Ulissi \| UAE Team Emirates \| 4 h 29 min 07 s \| \| \| 2.º \| Greg Van Avermaet \| AG2R Citroën Team \| + 0 s \| \| \| 3.º \| Alex Aranburu \| Movistar Team \| + 0 s \| \| \| 4.º \| Axel Mariault \| Team U Nantes Atlantique \| + 0 s \| \| \| 5.º \| Filippo Zana \| Bardiani CSF Faizanè \| + 0 s \| \| |                   |                          |                 |
| |                   |                          |                 |
| |                   |                          |                 |
| Clasificación de la etapa |                   |                          |                 |
| Ciclista | Ciclista          | Equipo                   | Tiempo          |
| 1.º | Diego Ulissi      | UAE Team Emirates        | 4 h 29 min 07 s |
| 2.º | Greg Van Avermaet | AG2R Citroën Team        | + 0 s           |
| 3.º | Alex Aranburu     | Movistar Team            | + 0 s           |
| 4.º | Axel Mariault     | Team U Nantes Atlantique | + 0 s           |
| 5.º | Filippo Zana      | Bardiani CSF Faizanè     | + 0 s           |

| \| Clasificación general \| Clasificación general \| Clasificación general \| Clasificación general \| Clasificación general \| \| Ciclista \| Ciclista \| Equipo \| Tiempo \| \| \| --------------------- \| --------------------- \| ---------------------------------- \| --------------------- \| --------------------- \| \| 1.º \| Alex Aranburu \| Movistar Team \| 12 h 50 min 34 s \| \| \| 2.º \| Diego Ulissi \| UAE Team Emirates \| + 8 s \| \| \| 3.º \| Greg Van Avermaet \| AG2R Citroën Team \| + 12 s \| \| \| 4.º \| Valentin Madouas \| Groupama-FDJ \| + 13 s \| \| \| 5.º \| Lorenzo Rota \| Intermarché-Wanty-Gobert Matériaux \| + 16 s \| \| |                   |                                    |                  |
| |                   |                                    |                  |
| |                   |                                    |                  |
| Clasificación general |                   |                                    |                  |
| Ciclista | Ciclista          | Equipo                             | Tiempo           |
| 1.º | Alex Aranburu     | Movistar Team                      | 12 h 50 min 34 s |
| 2.º | Diego Ulissi      | UAE Team Emirates                  | + 8 s            |
| 3.º | Greg Van Avermaet | AG2R Citroën Team                  | + 12 s           |
| 4.º | Valentin Madouas  | Groupama-FDJ                       | + 13 s           |
| 5.º | Lorenzo Rota      | Intermarché-Wanty-Gobert Matériaux | + 16 s           |

### 4.ª etapa
| Saint-Laurent-sur-Gorre - Limoges | etapa escarpada | (174,8 km) |

| \| Clasificación de la etapa \| Clasificación de la etapa \| Clasificación de la etapa \| Clasificación de la etapa \| Clasificación de la etapa \| \| Ciclista \| Ciclista \| Equipo \| Tiempo \| \| \| ------------------------- \| ------------------------- \| ------------------------- \| ------------------------- \| ------------------------- \| \| 1.º \| Vincenzo Albanese \| Eolo-Kometa \| 3 h 56 min 00 s \| \| \| 2.º \| Alex Aranburu \| Movistar Team \| + 0 s \| \| \| 3.º \| Diego Ulissi \| UAE Team Emirates \| + 0 s \| \| \| 4.º \| Milan Menten \| Bingoal Pauwels Sauces WB \| + 0 s \| \| \| 5.º \| Greg Van Avermaet \| AG2R Citroën Team \| + 0 s \| \| |                   |                           |                 |
| |                   |                           |                 |
| |                   |                           |                 |
| Clasificación de la etapa |                   |                           |                 |
| Ciclista | Ciclista          | Equipo                    | Tiempo          |
| 1.º | Vincenzo Albanese | Eolo-Kometa               | 3 h 56 min 00 s |
| 2.º | Alex Aranburu     | Movistar Team             | + 0 s           |
| 3.º | Diego Ulissi      | UAE Team Emirates         | + 0 s           |
| 4.º | Milan Menten      | Bingoal Pauwels Sauces WB | + 0 s           |
| 5.º | Greg Van Avermaet | AG2R Citroën Team         | + 0 s           |

## Clasificaciones finales
Las clasificaciones finalizaron de la siguiente forma:

### Clasificación general
| \| Clasificación general \| Clasificación general \| Clasificación general \| Clasificación general \| Clasificación general \| \| Ciclista \| Ciclista \| Equipo \| Tiempo \| \| \| --------------------- \| --------------------- \| ---------------------------------- \| --------------------- \| --------------------- \| \| 1.º \| Alex Aranburu \| Movistar Team \| 16 h 46 min 28 s \| \| \| 2.º \| Diego Ulissi \| UAE Team Emirates \| + 10 s \| \| \| 3.º \| Greg Van Avermaet \| AG2R Citroën Team \| + 18 s \| \| \| 4.º \| Valentin Madouas \| Groupama-FDJ \| + 19 s \| \| \| 5.º \| Lorenzo Rota \| Intermarché-Wanty-Gobert Matériaux \| + 22 s \| \| \| 6.º \| Benoît Cosnefroy \| AG2R Citroën Team \| + 22 s \| \| \| 7.º \| Filippo Zana \| Bardiani CSF Faizanè \| + 24 s \| \| \| 8.º \| Guillaume Martin \| Cofidis \| + 24 s \| \| \| 9.º \| Axel Mariault \| Team U Nantes Atlantique \| + 24 s \| \| \| 10.º \| Rui Alberto Costa \| UAE Team Emirates \| + 1 min 08 s \| \| |                   |                                    |                  |
| |                   |                                    |                  |
| Fuente: ProCyclingStats |                   |                                    |                  |
| Clasificación general |                   |                                    |                  |
| Ciclista | Ciclista          | Equipo                             | Tiempo           |
| 1.º | Alex Aranburu     | Movistar Team                      | 16 h 46 min 28 s |
| 2.º | Diego Ulissi      | UAE Team Emirates                  | + 10 s           |
| 3.º | Greg Van Avermaet | AG2R Citroën Team                  | + 18 s           |
| 4.º | Valentin Madouas  | Groupama-FDJ                       | + 19 s           |
| 5.º | Lorenzo Rota      | Intermarché-Wanty-Gobert Matériaux | + 22 s           |
| 6.º | Benoît Cosnefroy  | AG2R Citroën Team                  | + 22 s           |
| 7.º | Filippo Zana      | Bardiani CSF Faizanè               | + 24 s           |
| 8.º | Guillaume Martin  | Cofidis                            | + 24 s           |
| 9.º | Axel Mariault     | Team U Nantes Atlantique           | + 24 s           |
| 10.º | Rui Alberto Costa | UAE Team Emirates                  | + 1 min 08 s     |

### Clasificación de la montaña
| Clasificación de la montaña | Clasificación de la montaña | Clasificación de la montaña        | Clasificación de la montaña | Clasificación de la montaña |
| Ciclista                    | Ciclista                    | Equipo                             | Puntos                      |                             |
| --------------------------- | --------------------------- | ---------------------------------- | --------------------------- | --------------------------- |
| 1.º                         | Valentin Madouas            | Groupama-FDJ                       | 20 pts                      |                             |
| 2.º                         | Maxime Urruty               | Nice Métropole Côte d'Azur         | 12 pts                      |                             |
| 3.º                         | Lorenzo Rota                | Intermarché-Wanty-Gobert Matériaux | 11 pts                      |                             |
| 4.º                         | Dimitri Claeys              | Intermarché-Wanty-Gobert Matériaux | 11 pts                      |                             |
| 5.º                         | Stéphane Rossetto           | Saint Michel-Auber 93              | 10 pts                      |                             |

### Clasificación de los jóvenes
| Clasificación del mejor joven | Clasificación del mejor joven | Clasificación del mejor joven | Clasificación del mejor joven | Clasificación del mejor joven |
| Ciclista                      | Ciclista                      | Equipo                        | Tiempo                        |                               |
| ----------------------------- | ----------------------------- | ----------------------------- | ----------------------------- | ----------------------------- |
| 1.º                           | Filippo Zana                  | Bardiani CSF Faizanè          | 16 h 46 min 52 s              |                               |
| 2.º                           | Axel Mariault                 | Team U Nantes Atlantique      | + 0 s                         |                               |
| 3.º                           | Stan Dewulf                   | AG2R Citroën Team             | + 2 min 16 s                  |                               |
| 4.º                           | Maxime Chevalier              | B&B Hotels-KTM                | + 2 min 23 s                  |                               |
| 5.º                           | Luca Covili                   | Bardiani CSF Faizanè          | + 2 min 23 s                  |                               |

### Clasificación por equipos
| Clasificación por equipos | Clasificación por equipos | Clasificación por equipos | Clasificación por equipos |
| Equipo                    | Equipo                    | Tiempo                    |                           |
| ------------------------- | ------------------------- | ------------------------- | ------------------------- |
| 1.º                       | UAE Team Emirates         | 50 h 22 min 16 s          |                           |
| 2.º                       | AG2R Citroën Team         | + 43 s                    |                           |
| 3.º                       | Team U Nantes Atlantique  | + 3 min 06 s              |                           |
| 4.º                       | TotalEnergies             | + 5 min 29 s              |                           |
| 5.º                       | Bingoal Pauwels Sauces WB | + 5 min 29 s              |                           |

## Evolución de las clasificaciones
| Etapa                   |                         | Ganador _         | Clasificación general | Montaña          | Jóvenes        | Equipo            |
| ----------------------- | ----------------------- | ----------------- | --------------------- | ---------------- | -------------- | ----------------- |
| 1.ª etapa               | etapa escarpada         | Julien Simon      | Julien Simon          | Joel Nicolau     | Sandy Dujardin | TotalEnergies     |
| 2.ª etapa               | etapa escarpada         | Alex Aranburu     | Alex Aranburu         | Maxime Urruty    | Maël Guégan    | Movistar Team     |
| 3.ª etapa               | etapa escarpada         | Diego Ulissi      | Alex Aranburu         | Valentin Madouas | Filippo Zana   | UAE Team Emirates |
| 4.ª etapa               | etapa escarpada         | Vincenzo Albanese | Alex Aranburu         | Valentin Madouas | Filippo Zana   | UAE Team Emirates |
| Clasificaciones finales | Clasificaciones finales |                   | Alex Aranburu         | Valentin Madouas | Filippo Zana   | UAE Team Emirates |

## UCI World Ranking
El Tour de Limousin otorgó puntos para el UCI World Ranking para corredores de los equipos en las categorías UCI WorldTeam, UCI ProTeam y Continental. Las siguientes tablas son el baremo de puntuación y los diez corredores que obtuvieron más puntos:
| Posición              | 1.º | 2.º | 3.º | 4.º | 5.º | 6.º | 7.º | 8.º | 9.º | 10.º | 11.º | 12.º | 13.º-15.º | 16.º-25.º |
| Clasificación general | 125 | 85  | 70  | 60  | 50  | 40  | 35  | 30  | 25  | 20   | 15   | 10   | 5         | 3         |
| Por etapa             | 14  | 5   | 3   |     |     |     |     |     |     |      |      |      |           |           |
| Líder                 | 3   |     |     |     |     |     |     |     |     |      |      |      |           |           |

| Clasificación |                   |                                    |         |       |       |       |
| Posición      | Ciclista          | Equipo                             | General | Etapa | Líder | Total |
| ------------- | ----------------- | ---------------------------------- | ------- | ----- | ----- | ----- |
| 1.º           | Alex Aranburu     | Movistar                           | 125     | 25    | 6     | 156   |
| 2.º           | Diego Ulissi      | UAE Emirates                       | 85      | 17    | -     | 102   |
| 3.º           | Greg Van Avermaet | AG2R Citroën                       | 70      | 5     | -     | 75    |
| 4.º           | Valentin Madouas  | Groupama-FDJ                       | 60      | -     | -     | 65    |
| 5.º           | Lorenzo Rota      | Intermarché-Wanty-Gobert Matériaux | 50      | -     | -     | 50    |
| 6.º           | Benoît Cosnefroy  | AG2R Citroën                       | 40      | -     | -     | 40    |
| 7.º           | Filippo Zana      | Bardiani-CSF-Faizanè               | 35      | -     | -     | 35    |
| 8.º           | Guillaume Martin  | Cofidis                            | 30      | -     | -     | 30    |
| 9.º           | Axel Mariault     | U Nantes Atlantique                | 25      | -     | -     | 25    |
| 10.º          | Vincenzo Albanese | EOLO-KOMETA                        | 10      | 14    | -     | 14    |